# Romano IV Diógenes
Romano IV Diógenes (en griego: Ρωμανός Δ΄ Διογένης, romanizado: Rōmanos IV Diogenēs; c. 1030-4 de agosto de 1072), fue un militar bizantino que accedió al trono imperial entre 1068 y 1071 cuando se casó con la emperatriz Eudoxia Macrembolita.
Reconocido por sus cualidades militares, su nombramiento se produjo en un momento de gran dificultad para el Imperio. La extinción de la dinastía macedónica trajo una grave inestabilidad al pico más alto del estado, ya que las fronteras comenzaron a ser asaltadas por todos lados, especialmente por los normandos en Italia y los turcos selyúcidas en el este. La misión principal de Romano IV era restaurar el poder militar del Estado bizantino y trató de dedicarse a ello lo mejor que pudo.
Movilizó la mayor parte de su atención en Oriente y dejó lo que quedaba de la Italia bizantina para que lo conquistaran los normandos en 1071. Dirigió varias campañas contra las incursiones de los turcos, sin llegar realmente a derrotarlos. Decidido a lograr una victoria que pudiera legitimar su todavía frágil poder y poner fin a la amenaza selyúcida, reunió un gran ejército en 1071 y marchó hasta Manzikert. Ahí se enfrentó a las tropas del sultán Alp Arslan pero fue derrotado en la batalla de Manzikert, que se encuentra entre los eventos más importantes de la larga historia bizantina. Devenido en prisionero, sin embargo, fue rápidamente liberado a cambio de un tratado de paz bastante ventajoso en vista de la magnitud de la derrota. Sin embargo, su legitimidad definitivamente se vio socavada por esta humillación. La familia Ducas, una las más influyentes del Imperio y la más hostil a Romano IV, fomentó una rebelión y se apoderó de Constantinopla en beneficio de Miguel VII Ducas, el hijo mayor de Eudoxia. Romano IV intentó recuperar el control de la situación pero fue derrotado nuevamente. Fue exiliado después de que le arrancaran los ojos y murió a causa de sus heridas. Reconocido por su deseo de fortalecer el poder imperial en un momento de gran peligro, su memoria permanece marcada por el peso de la derrota de Manzikert, con graves consecuencias en los años posteriores a su muerte.

## Fuentes

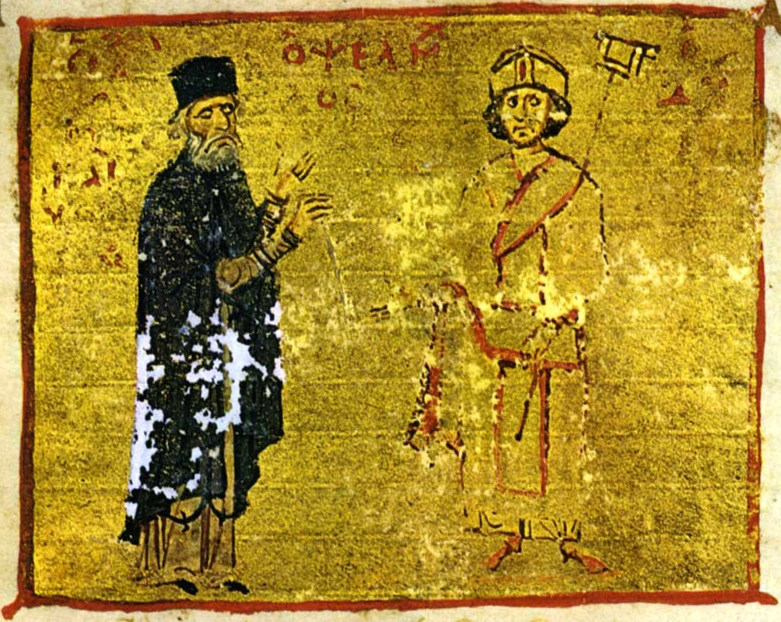
Miniatura que representa a Miguel Pselo instruyendo a Miguel VII Ducas. Codex 234, f. 245a, Monte Athos, monasterio de Pantocrátor.

## Contexto general

El Imperio bizantino a mediados del.

El mundo bizantino de la segunda mitad del siglo XI estaba profundamente en estado de confusión. Tras su muerte en 1025, Basilio II dejó un poderoso Imperio, casi en la cima de su expansión desde Heraclio y beneficiario de la prosperidad económica y de un importante resurgimiento intelectual. La dinastía macedonia supo instalar una legitimidad dinástica sin precedentes en el orden político romano-bizantino pero su extinción con la muerte de Basilio II y luego de Constantino VIII en 1028 puso en peligro esta dinastía. Las disputas por el poder se aceleraron tan pronto como al no haber un legítimo pretendiente al trono. Esto se materializó en primer lugar por el fenómeno de los príncipes-cónyuges, durante el cual varios pretendientes se desposaron con los últimos supervivientes de la dinastía macedonia, quienes eran Zoe y Teodora Porfirogéneta. Esta competencia, a veces descrita como una oposición entre familias aristocráticas con funciones militares y otras con funciones civiles, era en realidad bastante compleja. Se trataba de clanes, formados por alianzas matrimoniales, proximidad geográfica o preocupaciones comunes, que se enfrentaban entre sí. Estas grandes familias eran los Ducas, los Comneno, los Diógenes e incluso los Meliseno. Así, en 1057, Isaac Comneno tomó el trono cuando derrocó a Miguel VI pero se enfrentó a una fuerte oposición, encarnado por los Ducas, que resultó en la toma de poder por Constantino X Ducas. Cuando murió en 1067, dejó a su viuda Eudoxia Macrembolita como regente de su joven hijo Miguel VII, lo que abrió el camino a nuevas ambiciones. Estas rivalidades debilitaron al Imperio a medida que nuevos pueblos se reunían en sus fronteras, incluidos los turcos selyúcidas en el este, los normandos que invadían la Italia bizantina o los pechenegos al norte del Danubio. Es en este contexto cada vez más turbulento donde interviene la ascensión y luego el reinado de Romano IV Diógenes.

## Llegada al poder

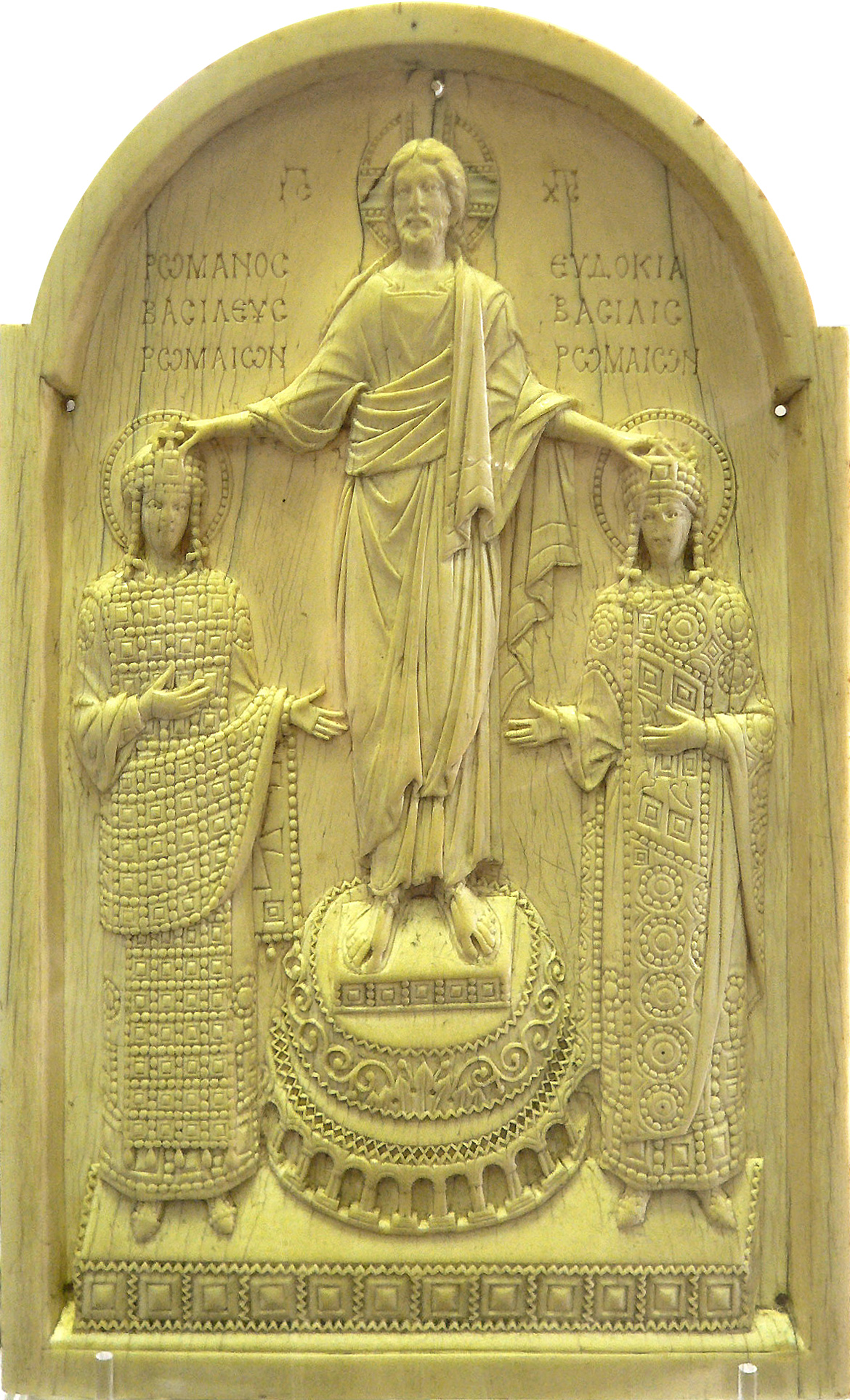
Marfil llamado de Romano, preservado en el Cabinet des Médailles de París. Durante mucho tiempo, se pensó que representaba a Romano IV y Eudoxia Macrembolita, pero en realidad podría ser Romano II y su primera esposa, también llamada Eudoxia.

### Ascenso y rebelión de un general
Romano provenía de una antigua familia de la aristocracia militar de Capadocia aliada a la mayoría de las otras grandes familias de Asia Menor, y era hijo de Constantino Diógenes (fallecido en 1032), general al mando de los tagmas del Occidente, quien se casó con una sobrina de Romano III Argiro, y fue acusado de conspiración contra el emperador y muerto bajo arresto. Su madre era hija de Basilio Argiro, hermano de Romano III. Gracias al relato de la campaña de Manzikert, se sabe que no solo tenía importantes propiedades en Capadocia, sino también en los thema Anatólico y Carsiano.
La primera mención conocida de Romano es a través de un sello fechado alrededor de 1060, que lo menciona como estratego y patricio. Se desconocen las primeras etapas de su carrera y no se sabe si participó en la guerra civil de 1057 que llevó al trono a Isaac Comneno. El militar Romano Diógenes comenzó su carrera en la frontera del Danubio, donde rápidamente ascendió en las filas de la jerarquía militar. Se convirtió en gobernador (dux) de Serdica (actual Sofía, Bulgaria) y recibió la dignidad de vestarca por sus éxitos contra los pechenegos, antes de ser acusado y convencido de querer usurpar el trono de los hijos de Constantino X en 1067. Según Miguel Pselo, también corroborado en parte por Ataliates, planeó tomar el poder durante algún tiempo, probablemente como reacción a las dificultades militares de Constantino X. Su plan habría sido desvelado por uno de sus parientes, un armenio según Ataliates. Otras fuentes, más tardías, como la crónica del sucesor de Jorge le Monje, mencionan que fue hecho prisionero por sus propios hombres poco después de haber lanzado sus tropas hacia Constantinopla. Según Jean-Claude Cheynet, es concebible que fuera su acuerdo con el Reino de Hungría lo que le desacredito con los soldados búlgaros, enemigos tradicionales de los húngaros. De todos modos, logró dar buena impresión durante su juicio y no se le ejecutó, lo que podría sugerir que tenía un gran apoyo en la capital.

### Ascenso al trono
Desterrado a su tierra en Capadocia, fue convocado por Eudoxia Macrembolita para saber que la emperatriz quería casarse con él y convertirlo en el protector de sus tres hijos, Miguel (el futuro Miguel VII Ducas), Andrónico Ducas y Constancio Ducas. Es posible que la emperatriz se enamorara del elegante militar, pero también es probable que estuviera convencida de que la única forma de asegurar el trono de un golpe era casarse con un militar con gran autoridad y capaz de imponerlo.También pensó por un tiempo en Nicéforo III Botaniates, otro soldado influyente de su tiempo y las fuentes apenas dicen las razones exactas que la llevaron a elegir a Romano sobre otros oficiales de prestigio. Sea cual sea, su decisión no se discutió, ya que los turcos selyúcidas se apoderaron de la importante ciudad de Cesarea de Capadocia y gran parte de Anatolia, una clara señal de que el ejército imperial que sufrió un fracaso tras otro en los últimos años iba a ser puesto bajo el liderazgo de un general capaz y enérgico. El 25 de diciembre, Romano ascendió al rango de magistro y designado estratelata. En la noche del 31 de diciembre, se presentó ante Miguel VII para aprobar su nombramiento como coemperador y, al día siguiente, Juan Ducas, hermano del fallecido emperador y cabeza de la familia Ducas, se enfrentó a un hecho consumado.
Sin embargo, Constantino X, antes de morir, hizo que su esposa jurara no volver a casarse. Eudoxia se dirigió al patriarca Juan VIII Xifilinos y no tuvo ninguna dificultad en convencer a este último de entregar el documento que ella misma firmó para tal efecto y le hizo proclamar públicamente que estaba a favor del matrimonio por el bien del Estado. El Senado había dado su aprobación, el 1 de enero de 1068, Romano se desposo con la emperatriz y fue coronado emperador con el nombre de Romano IV Diógenes. Se trató de una demostración de la concepción bizantina del poder que daba primacía al bien común del Imperio sobre la preservación de los derechos hereditarios mediante el juramento solicitado por Constantino X, a quien también se le acusó de haber actuado por celos. Jean-Claude Cheynet opina que este apoyo decisivo del Senado y del patriarca ilustra el acuerdo dado por un componente notable de la aristocracia civil a la ascensión al trono de un militar. También añade que esto era una prueba del matiz necesario para llevar a la idea de un conflicto entre una aristocracia civil y otra militar. Solo la guardia varega era algo hostil a Romano porque consideraba necesario salvaguardar los derechos al trono del joven Miguel Ducas. En general, la familia Ducas se mostró reservada frente a Romano Diógenes, quien quizás los privaría de su influencia al más alto nivel del Estado. Si Romano IV preservaba los derechos de Miguel VII, quien seguía siendo coemperador, e incluso se llegó a nombrar a Andrónico, segundo hijo de Constantino X, como otro coemperador, los dos hijos que tenía con Eudoxia, León y Nicéforo, amenazarían la posición de Miguel Ducas. Desde sus posesiones en Bitinia, Juan Ducas devino en su principal oponente.

## Política militar

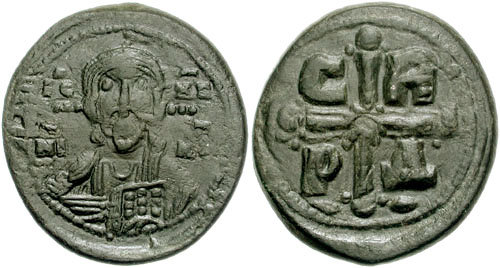
Follis de Romano IV Diógenes: a la izquierda el Cristo Pantocrátor, ya la derecha una cruz rodeada de las letras CΒΡΔ por el lema «Σταυρὲ σου βοήθει Ρωμανόν δεσπότην» («Que tu cruz ayude al Señor Romano»).

Romano IV, quien era consciente de la fragilidad de su legitimidad, llegó a la conclusión de que la mejor manera de establecer su autoridad era conducir en persona a los ejércitos al combate; centró así la atención de la alta jerarquía civil y de los militares en la guerra contra los turcos. Por primera vez desde Basilio II, un emperador prestaba su atención al ejército.
En 1067, los selyúcidas hicieron incursiones impunemente en Mesopotamia, Siria, Cilicia y Capadocia donde habían saqueado Cesarea de Capadocia. En el invierno de ese mismo año, establecieron su campamento en las fronteras del Imperio y esperaron la llegada de la primavera para reanudar sus incursiones. Para Romano, la tarea era difícil. El sistema militar bizantino había sufrido cierto declive desde la muerte de Basilio II, en parte debido a las políticas de los emperadores bizantinos, incluido Constantino X. El ejército central seguía siendo poderoso, pero dependía en gran medida de las tropas extranjeras, formadas por mercenarios cuya fiabilidad y lealtad no siempre se conseguía. Romano IV intentó restablecer un reclutamiento más local o nacional para el ejército bizantino. Quizás esperaba restablecer las antiguas tropas regionales. De hecho, el sistema militar bizantino se construyó sobre los temas, provincias que eran defendidas por tropas locales, a menudo reclutadas de vez en cuando entre los habitantes para defenderlos de las incursiones enemigas. Solo, con la reanudación de una guerra ofensiva bajo los emperadores macedonios, estas unidades decayeron poco a poco a favor de las unidades permanentes y cuando Romanos lo convocó, se encontraban en un estado de miseria que les privaba de cualquier operatividad. A pesar de todo, se debe tener cuidado de no pintar un cuadro demasiado oscuro del ejército bizantino. Miguel Ataliates sin duda exageró la idea de un gran declive militar al culpar mejor a los predecesores de Romano y este último logra reunir fuerzas importantes, incluso si eso significaba someterlos a un duro entrenamiento. Las unidades permanentes todavía eran de alta calidad y la reserva de tropas seguía siendo enorme, hasta tal punto que era concebible que los reclutamientos llevados a cabo por Romano permitieran a las fuerzas armadas bizantinas superar los cien mil hombres. Sin embargo, su deseo de depender menos de las tropas extranjeras obviamente condujo a su desconfianza, en particular a los nemitzos de origen alemán o las fuerzas normandas de Roussel de Bailleul. En todos los casos, la política militar de Romano fue voluntarista aunque se basó en una visión relativamente conservadora, incluso reaccionaria según Jean-Claude Cheynet, por su afán de revivir las viejas fuerzas de los temas.
Dos estrategias se oponían dentro del séquito de Romano. Algunos generales consideraban necesario abandonar las recién conquistadas provincias armenias y más expuestas, para concentrarse en la defensa del corazón de Asia Menor. Otros, por el contrario, afirmaban que la frontera más oriental del Imperio debía defenderse de los recién llegados. El primero, más cauteloso, advertía de los riesgos de una expedición demasiado ambiciosa contra los turcos. Romano hizo caso omiso de esto. Cuando tomó una política militar ofensiva, se distinguió de manera notable de Isaac I, un general también, pero que optó por una estrategia mucho más defensiva. Así, se compara a Romano IV con Focas en su deseo de consolidar la posición bizantina en Oriente.

## Enfrentamiento contra los selyúcidas

### Campaña de 1068

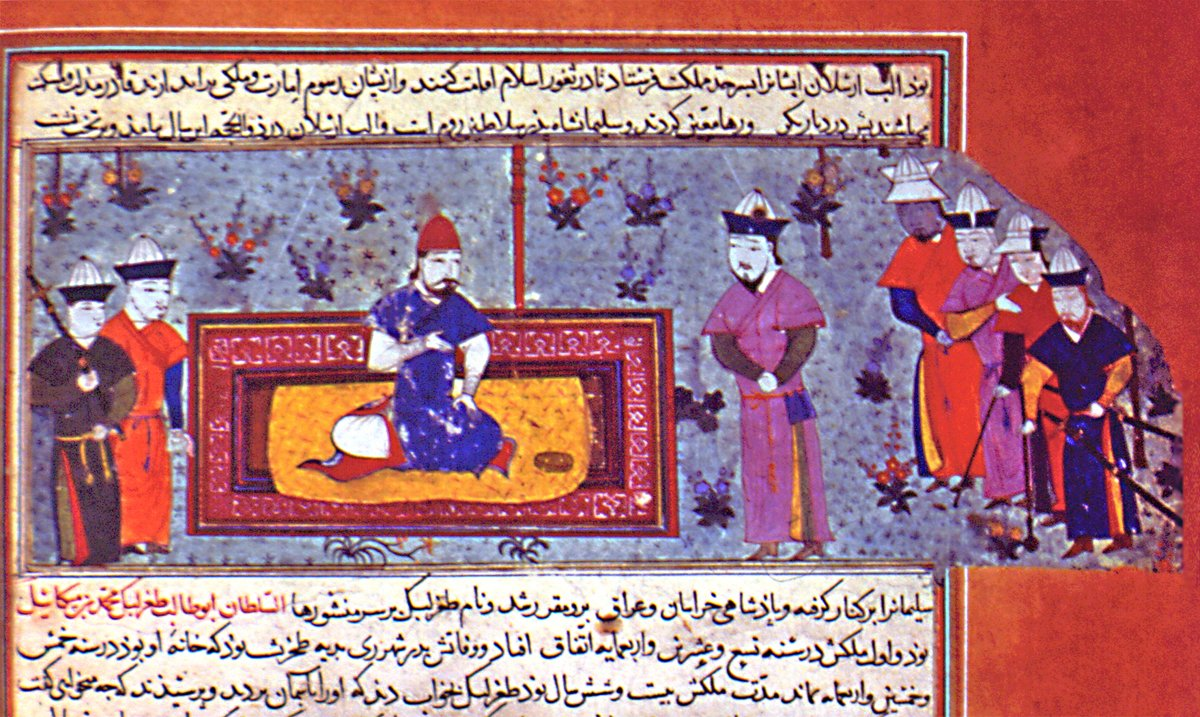
Miniature conservée au musée du palais de Topkapı représentant Alp Arslan.

La primera campaña de Romano tuvo como objetivo la frontera sureste del Imperio, donde los sarracenos del sultán de Alepo emprendieron la conquista de la provincia bizantina de Siria y se dirigieron a Antioquía. Fue entonces cuando se enteró de que un ejército selyúcida había hecho una incursión en la región de Ponto (sureste del Mar Negro) y saqueado Neocesarea. Inmediatamente seleccionó una pequeña fuerza móvil y, apresurándose por el Tema de Sebaste, interrumpió su retirada a Tefrique, los obligó a detener sus saqueos y liberar a sus prisioneros; sin embargo, un buen número de selyúcidas logró escapar.
Reanudando la ruta sur, se reincorporó a su ejército con el que continuó su avance por los pasos de los montes Tauro hasta el norte de Germanicea para iniciar la invasión del emirato de Alepo. Se apoderó de Hierápolis que fortificó para ofrecer protección contra nuevas incursiones en las provincias del sureste del Imperio. Luego reanudó la lucha contra los sarracenos de Alepo, pero sin que ninguno de los bandos obtuviera una victoria decisiva. Al llegar a su fin la temporada de las campañas militares, Romano IV tomó el camino del norte, pasando por Alejandreta y las Puertas Cilicias para dirigirse hacia Podandos. Allí, se enteró de que los selyúcidas habían llevado a cabo nuevas incursiones en Galacia, saqueando Amorio, pero habían regresado a su base tan rápido que era imposible perseguirlos. Romano regresó a Constantinopla en enero de 1069. En general, los resultados de esta primera campaña podrían considerarse positivos. Si Romano no obtenía una gran victoria, lograría oponerse a una resistencia a las incursiones de los turcos y demostraría a las poblaciones locales que el Imperio todavía podía protegerlas.

### Campaña de 1069

Fortalezas en el Ponto, Capadocia y Armenia occidental.

En 1069, Romano IV quiso despejar la Capadocia invadida, pero sus planes se vieron interrumpidos cuando el líder de los mercenarios normandos, Roberto Crispín, se rebeló, probablemente debido a retrasos en el pago. Los normandos comenzaron a saquear los alrededores de Edesa donde estaban apostados, atacando en particular a los funcionarios que recaudaban impuestos y golpeaban al ejército enviado contra ellos por Romano. Finalmente, el emperador debía moverse en persona, y cuando comenzó a reunir un gran ejército, Crispino accedió a rendirse. Estuvo exiliado en Abido, pero sus fuerzas continuaron devastando el Tema Armeníaco. Tras ordenar la ejecución de todos los prisioneros y establecer una cierta paz en la provincia, Romano se dirigió al Éufrates. En el camino, aniquiló a una tropa turca, luego llegó a Melitene y cruzó el río en Romanópolis, con la esperanza de tomar Ahlat en el lago de Van y así proteger la frontera con Armenia.
Romano tomó la cabeza de una fuerza expedicionaria y comenzó su marcha hacia Ahlat, dejando el cuerpo principal de las tropas al mando de Filareto Brajamio, encargado de defender la frontera de Mesopotamia. Filareto fue rápidamente derrotado por los turcos que saquearon Iconio; entonces Romano IV debió regresar a Sebaste. Ordenó al duque de Antioquía que protegiera los pasos de Mopsuestia mientras intentaba derrotar a los selyúcidas en Heraclea. Estos pronto se encontraron atrapados en las montañas de Cilicia, pero lograron llegar a Alepo después de abandonar su botín bajo la presión de los armenios. Romano debió, pues, regresar a Constantinopla sin haber logrado detener a los selyúcidas, ya sea en Armenia o en Anatolia. Comprometido en una incesante guerra de movimiento, el emperador no logró una victoria decisiva contra un adversario extremadamente móvil cuyas incursiones comenzaron a conducir a la desertificación de las provincias fronterizas.

## Caída de Italia

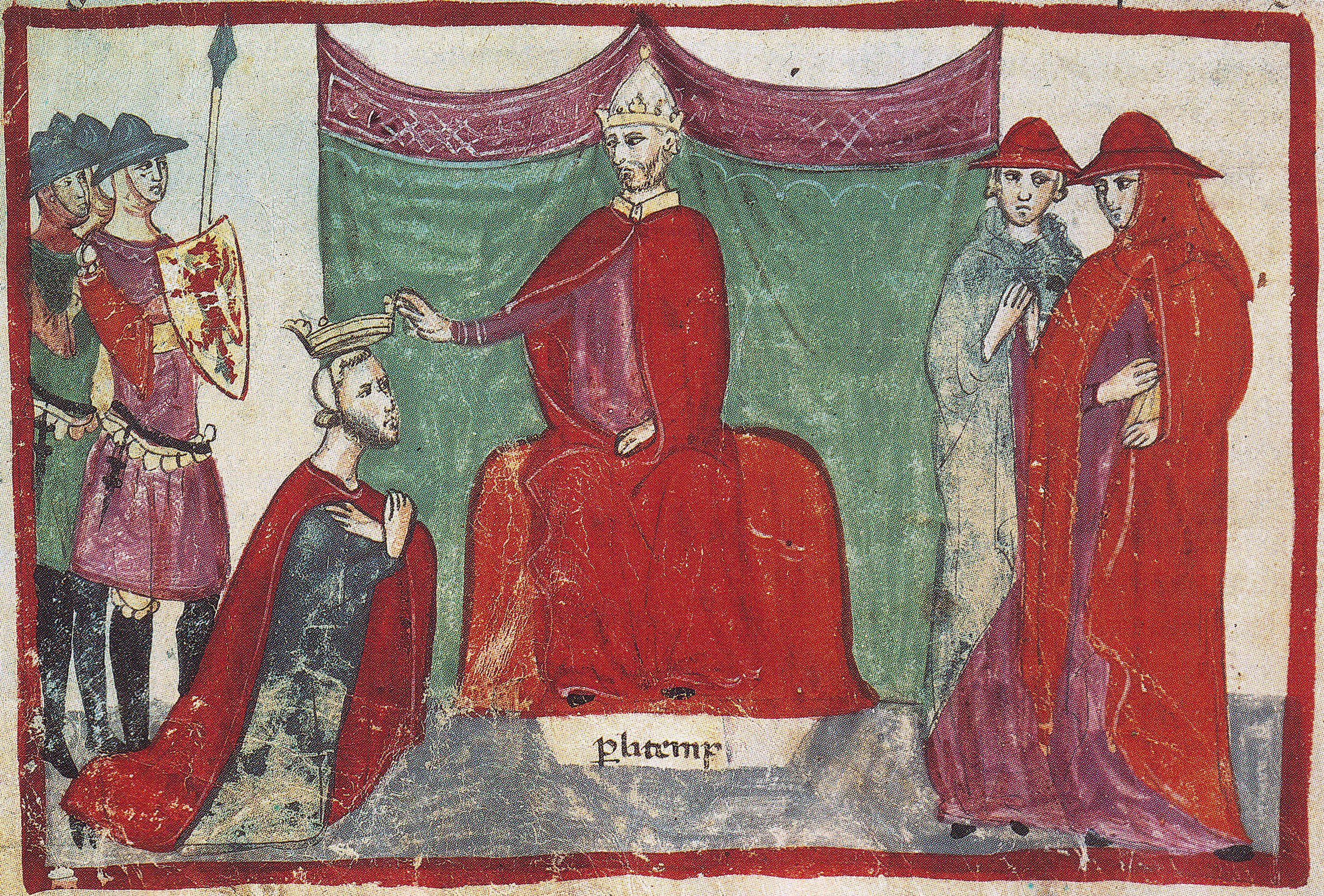
Roberto Guiscardo es declarado duque por el papa Nicolás II.

En 1070, Romano se vio retenido en Constantinopla por una serie de cuestiones urgentes, incluida la caída de Bari en manos de los normandos. En unos años, la situación se volvió dramática para los bizantinos que cedieron una fortaleza tras otra. Sin ayuda real de Constantinopla, algunas figuras locales intentaron resistir como Nicéforo Caranteno que rechazó un asalto a Brindisi en 1070 y envió las cabezas decapitadas de los soldados enemigos a la corte de Romano para animarlo a enviar refuerzos.  En 1071, después de haber tomado finalmente Brindisi, los normandos sitiaron Bari, el último bastión bizantino en Italia, durante dos años, pero Romano estaba demasiado ocupado con la amenaza turca para reaccionar de inmediato y solo pudo enviar una flota de rescate para abastecer la ciudad en el transcurso del año 1070. Sin embargo, fue interceptado y derrotado por un escuadrón normando comandado por Roger de Altavilla, hermano menor de Roberto Guiscardo, obligando así a las últimas tropas bizantinas en Italia a capitular el 15 de abril de 1071. Sin capacidad real para intervenir, Romano IV tampoco logró concluir una alianza matrimonial mediante el matrimonio de uno de sus hijos con una hija del príncipe normando. La caída de Bari marcó el fin de cualquier presencia imperial en la península italiana, que luego experimentó un profundo desarrollo económico y demográfico.

## Política interna
En Constantinopla, Romano emprendió numerosas reformas que alejó a diferentes sectores de la población. Para financiar sus expediciones militares, redujo los fastuosos gastos de la corte y cuestionó el embellecimiento de la capital. Los nobles de la corte vieron reducidos sus emolumentos y los comerciantes sus ganancias reducidas a justas proporciones. Se tomaron disposiciones para que los gobernadores de provincias y la jerarquía militar no se aprovecharan de sus funciones para enriquecerse. Los mercenarios, por su parte, se sentían ofendidos por sus esfuerzos por imponer disciplina a sus tropas. Finalmente, se hizo impopular entre la gente de la capital al dejar de organizar carreras en el hipódromo, y al del campo imponiendo duramente a los campesinos, creando resentimiento en su contra. A mayor escala, su reinado transcurrió durante un período de crecientes dificultades económicas para el Imperio, encarnadas por las sucesivas devaluaciones experimentadas por la moneda bizantina, que hasta entonces se había mantenido notablemente estable. Tras la muerte de Basilio II, las distintas monedas pierden su valor por diferentes motivos. Durante mucho tiempo, la idea de un despilfarro de la riqueza acumulada por Basilio II por parte de sus sucesores prevaleció. Sin embargo, desde entonces se han alegado otras causas, como la aceleración del volumen de monedas en circulación que provocó una caída de su valor. En cualquier caso, bajo Roma, el nomisma tenía un valor de tres quilates inferior al de Constantino IX y la devaluación afecta también a la miliaresión, la moneda de plata.
Romano también se enfrentó a la duradera desconfianza de los Ducas hacia él, lo que seguramente contribuyó a que permaneciera en Constantinopla para consolidar su poder. Inicialmente, en realidad se hizo pasar por un protector de los hijos de Constantino X, ya que llegó a hacer coronar a Andrónico Ducas coemperador junto a sus hermanos Miguel VII y Constancio Ducas. Del mismo modo, las monedas muestran a Miguel y sus hermanos en el anverso, mientras que Romano aparece solo en el reverso, con Eudoxia, dando fe de su inferioridad constitucional. Sin embargo, estos símbolos no eran engañosos por mucho tiempo.. Rápidamente, Eudoxia Macrembolita le dio dos hijos que se convirtieron en pretendientes potenciales inevitables para la sucesión de Romano. Además, Miguel Pselo lo acusó reiteradamente de gobernar como autócrata y de desconfiar excesivamente de sus asesores, rasgo que confirma Constantino Manasés que, sin embargo, no era contemporáneo de Romano. Es difícil conocer en detalle la forma de gobernar de Romano, pero hay que tener cuidado de no seguir al pie de la letra la opinión de Pselo, cuya parcialidad es marcada. Elementos de la crónica de Miguel Ataliates, que asistió a los consejos militares, dan más bien la imagen de un emperador abierto al debate.

Los temas bizantinos en Asia Menor, c. 950.

Sin embargo, Romano IV no olvidó a sus principales enemigos, los selyúcidas. Reforzó varias fortalezas en Anatolia como la de Sublaio en Frigia, cerca de Coma. Algunos generales ya estaban proponiendo abandonar los temas de Armenia (extremo oriental del Imperio alrededor del lago Van) para concentrarse en los de Anatolia. Incapaz de dirigir él mismo la campaña ese año, confió el ejército imperial a uno de sus generales, Manuel Comneno, sobrino del exemperador Isaac I y hermano mayor del futuro emperador Alejo I Comneno. Esta decisión atestigua el acercamiento entre el emperador y la influyente familia Comneno, probablemente para contrarrestar a los Ducas, ya que Romano casó a su hijo Constancio con Teodora, una hermana de Manuel. Ana Dalaseno, la ambiciosa cuñada de Isaac, ciertamente no era ajena a esta alianza. Manuel, designado para el altísimo cargo de protostrator, luchó contra los selyúcidas, pero fue derrotado y capturado cerca de Sebaste por su general, llamado Crisósculo, en rebelión contra el sultán. Lo convenció de volver con él a Constantinopla para encontrarse con Romano IV en persona donde recibe la dignidad de proedro y concluyó un pacto. Mientras tanto, el sultán Alp Arslan asediaba Edesa sin poder apoderarse de ella, pero capturando las importantes fortalezas de Manzikert y Archesh, mientras una incursión penetraba hasta la fortaleza de Conia en Frigia. Posteriormente, Romano ofreció intercambiar las dos ciudades perdidas por Hierápolis en Siria, que capturó tres años antes. El sultán aceptó y continuó con su ejército en dirección a Alepo para luchar contra los fatimíes. Esta era una señal de que el sultán no quería que una guerra a gran escala contra los bizantinos se concentrara contra sus rivales egipcios, que le negara el título de principal autoridad política del mundo musulmán.

## Batalla de Manzikert y captura de Romano IV Diógenes

### La Campaña y la Batalla

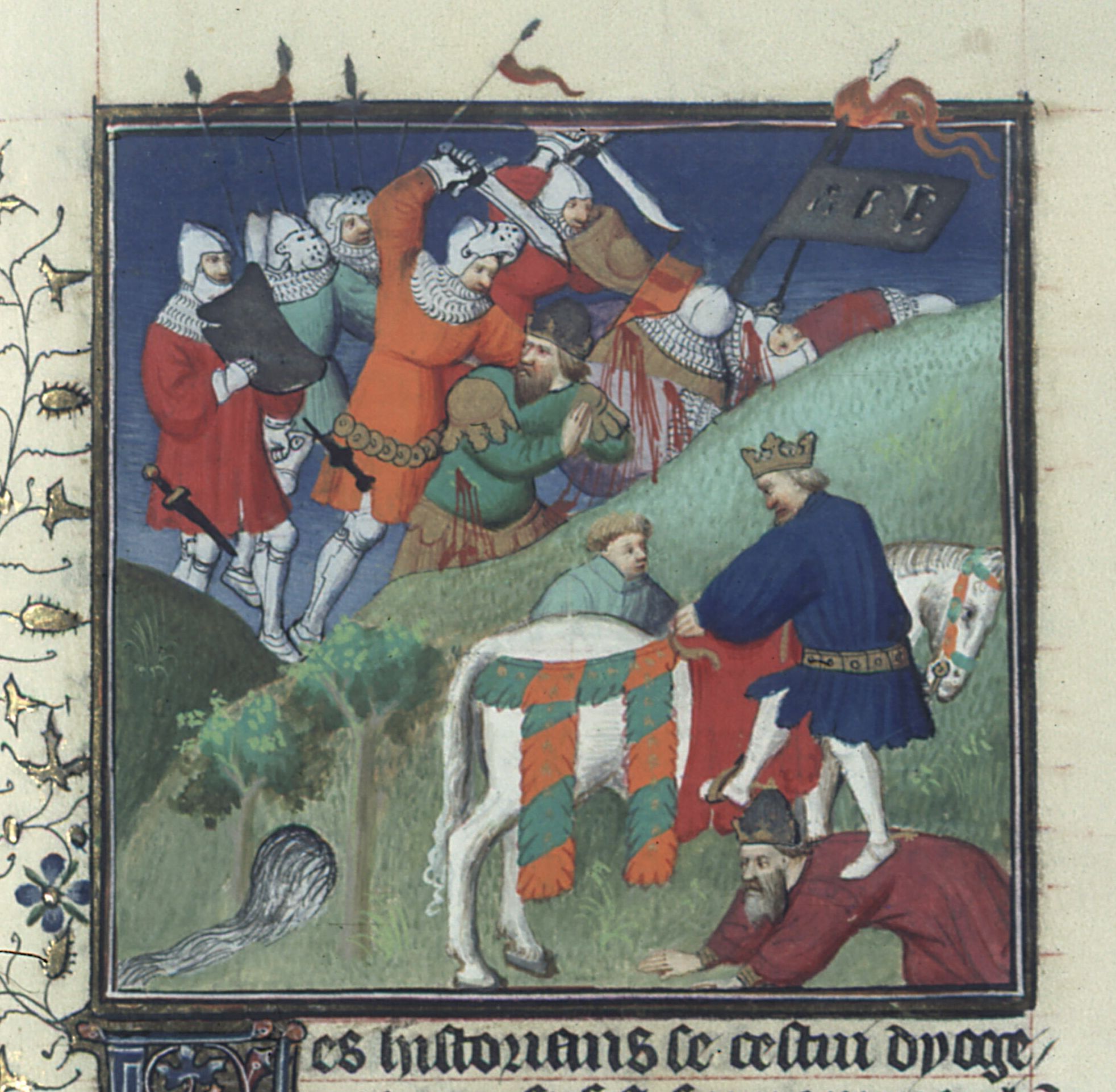
La batalla de Mantzikert representada en el manuscrito francés De casibus virorum illustrium,.

El acuerdo dado por Alp Arslan no cambió nada en el plan de Romano IV, que sin duda deseaba sacar al sultán de Armenia para reconquistar más fácilmente las posiciones perdidas. En cualquier caso, después de varias campañas, no logró detener los ataques de los turcos y ahora buscaba tomar la delantera con una expedición a gran escala. A principios de la primavera de 1071, el emperador partió con Crisósculo y Manuel Comneno al frente de un imponente ejército, estimado en la mayoría de los casos en 40 000 hombres, hacia Manzikert. Esta importante fortaleza, al norte del lago Van, era la puerta de entrada selyúcida al territorio bizantino. Allí envió parte de sus fuerzas mercenarias, incluidos los francos de Roussel de Bailleul, para saquear los alrededores de Chliate y sintió que podía retomar Mantzikert con una fracción reducida de su ejército. Encomendó a José Tarcaniota la misión de tomar Chliate con el cuerpo principal de tropas y se aseguró de apoderarse de la fortaleza armenia. Sin embargo, había dividido sus fuerzas, haciéndolo más vulnerable incluso cuando Alp Arslan se acercaba, habiendo abortado precipitadamente su campaña siria contra los fatimíes.
Es bajo estas condiciones que comenzó la batalla. Su ubicación exacta sigue sin estar bien determinada, pero los bizantinos se enfrentaron al ejército principal, dirigido por Alp Arslan y no a una tropa reducida. Rápidamente, parte de las tropas de Romano desertaron, en particular los oguzes que se unieron a los selyúcidas. A pesar de ello, el emperador rechazó una oferta de paz del sultán y lanzó un asalto. Según Ataliates, inicialmente salió victorioso pero, temiendo haber avanzado demasiado, trató de reunir a sus tropas que interpretaron la orden como una retirada y comenzaron a huir. Varias fuentes mencionan que Andrónico Ducas, el hijo del difunto Constantino X, aprovecha el acontecimiento para traicionar la causa de Romano IV, lo que daría fe de un complot latente de los Ducas contra él. Esta versión de Ataliates revela que no hubo un enfrentamiento real a gran escala y que el emperador se encontraba aislado ante el enemigo, tratando valientemente de luchar antes de ser capturado. Según Nicéforo Brienio, hubo una batalla campal en la que los turcos rompieron el ala derecha de los bizantinos, mientras que Andrónico Ducas se retiró con el ejército de reserva, dejando al emperador aislado y entregado a capturar. Parece que el emperador intentó desafiar al enemigo y continúa luchando, incluso cuando su caballo fue asesinado debajo de él. Sin embargo, habiendo recibido un golpe en la mano, no pudo continuar empuñando su espada y pronto fue hecho prisionero.

### La captura

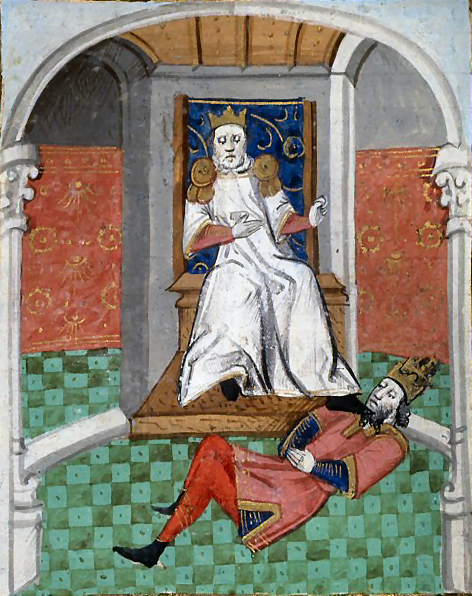
Romano IV vencido, a los pies de Alp Arslan, representada en el manuscrito francés De casibus virorum illustrium de Boccacio,.

Según varios historiadores bizantinos, incluido Juan Escilitzes, Arslan no podía creer lo que veía cuando el emperador, polvoriento y con la ropa andrajosa, fue llevado ante él. El evento tiene un cierto impacto, especialmente en el mundo musulmán donde muchos escritos, a menudo posteriores, se refieren a él. Según la tradición, el sultán abandona su asiento, pone el pie sobre el cuello del emperador bizantino; luego, cumplido este rito de humillación, releva a Romano IV Diógenes y lo trata con dignidad, empleando toda la cortesía posible para no ofender a su prisionero durante los ocho días que pasa en su campamento. Es difícil tener una idea exacta de los intercambios que pudieron haber tenido los dos líderes, pero fuentes musulmanas mencionan en ocasiones que el sultán interroga al emperador para saber qué destino le habría corrido si la situación fuera a la inversa. Y Romano responde que probablemente lo habría ejecutado. Cierto o no, este intercambio no impide un compromiso. El sultán libera rápidamente al emperador cuando se da cuenta de que existe la oportunidad de asegurar un trato a su favor, mientras que al mantenerlo cautivo corre el riesgo de fomentar un cambio de poder dentro del Imperio que sería desfavorable para él. El tratado firmado ratifica cesiones territoriales probablemente el Vaspurakan incluyendo Mantzikert pero también de Antioquía, además de la promesa de un gran rescate. Establecido primero en 10 000 000 de nomismas, este rescate pronto se redujo a 1 500 000 pagaderos inmediatamente y un tributo de 360 000 nomismas pagaderos anualmente. Se concluye un canje de prisioneros y una paz de 50 años.
¿Cuál es la parte de responsabilidad de Romano IV en la derrota? Un punto común en los diversos relatos es la retirada de Andrónico Ducas, ya sea que tuviera o no la intención de traicionar al emperador. Más allá de eso, el error que a menudo se comete en la responsabilidad de Romano es haber dividido su ejército antes de la batalla, debilitando así su ventaja numérica. Quizá tenía demasiada confianza en sus fuerzas, observación a veces corroborada por testimonios de su presunción, pero también parece que se olvidó de indagar suficientemente sobre su adversario y la importancia del ejército selyúcida que se aproximaba, encargado personalmente por el sultán. En un artículo, Antonios Vratimos se detiene en varios pasajes de fuentes bizantinas que afirman que su dura actitud hacia los soldados debilitó la moral de las tropas. En particular, habría castigado con exceso ciertas indisciplinas y habría preferido dormir en sus propiedades que en los campamentos militares con sus hombres. La batalla de Mantzikert ha sido ampliamente debatida entre los historiadores. A menudo se ha descrito como el choque que allanó el camino para la invasión selyúcida de Anatolia, convirtiéndola en una batalla importante en la historia medieval. Sin embargo, si la derrota fue notable y agravada por la captura del emperador, no fue sinónimo de derrumbe militar del lado de los bizantinos como lo demuestra el tratado entre el sultán y Romano IV que no preveía una cesión territorial importante. Por lo tanto, fue menos un desastre militar y diplomático que una seria chispa en un contexto político y social bizantino particularmente tenso.

## Exilio y muerte
Si la derrota de Manzikert no acarrea consecuencias demasiado graves frente a los turcos, proporciona por otra parte las condiciones perfectas para los adversarios de Romano, deseosos de revertirla. Romano IV pudo haber sido liberado por Alp Arslan y obtuvo un tratado de paz bastante indulgente, pero la humillación combinada de la derrota y el cautiverio debilitó seriamente su legitimidad.
El césar Juan Ducas regresa a toda prisa de Bitinia, donde Romano IV lo exilió antes de su partida. ¿Es la brusquedad de su reacción la prueba de que se preparó un complot antes de la partida para la campaña de Romano IV? La incógnita sigue abierta pero rápidamente aprovechó el vacío de poder para imponerse con la ayuda, entre otros, de Miguel Pselo. El papel de Eudoxia Macrembolita es incierto. Miguel Ataliates afirma que ella contribuyó al derrocamiento de su marido con quien se había distanciado, pero otras fuentes posteriores matizan esta posición. Según Ataliates, firmó él pero puede haberlo hecho bajo la presión de los Ducas y también es posible que, sin saber que su esposo todavía está vivo y ha sido liberado por Alp Arslan, buscó sobre todo preservar los derechos al trono de sus hijos. Favoreciendo el regreso de Juan Ducas a la capital, podría esperar ganarse su favor. Esta es la conclusión de Antonios Vratimos que cree que Eudoxia firmó efectivamente el acta de deposición pero lo hizo para permanecer al frente del escenario mientras ignoraba el verdadero destino de su marido. Por su parte, nada más ser puesto en libertad, Romano IV escribe una carta a su esposa para informarle que está de regreso pero no logra revertir la situación porque Eudoxia es obligada por Juan Ducas a retirarse a un convento. Éste también se niega a ratificar el acuerdo alcanzado entre Romano y Arslan. Romano está de camino a casa cuando la familia Ducas envía a Constantino y Andrónico Ducas para bloquear su camino. La composición de los dos ejércitos se conoce imperfectamente; sin embargo, revela divisiones significativas en la sociedad bizantina. Romano IV puede contar con las fuerzas más orientales del Imperio, provenientes de Armenia y Capadocia, mientras que Ducas movilizó mercenarios francos y normandos, así como tropas de otras regiones de Anatolia, presumiblemente de la parte occidental y soldados de la capital. Dentro de la propia capital, no existe ninguna unidad.
Los dos bandos dan batalla en Docea donde el ejército de Romano IV, comandado por Teodoro Aliates, es derrotado. Se ve obligado a retirarse a la fortaleza de Tiropeon, en Capadocia, y de allí a Adana en Cilicia para pasar el invierno, acompañado por Jachatur, dux de Antioquía. Se llevan a cabo negociaciones, sin resultados porque Romano se niega a ceder su trono. Al año siguiente, un nuevo ejército, comandado por Andrónico asistido por el mercenario normando Roberto Crispín, lo obligó a rendirse después de haber recibido garantías del nuevo emperador para su seguridad personal .. Antes de salir de la fortaleza, recoge todo el dinero que puede encontrar y envía la suma al sultán como prueba de su buena fe, junto con un mensaje que dice: "Cuando yo era emperador, te prometí una suma de un millón y medio. Ahora que estoy depuesto y pronto me haré dependiente de otros, te envío todo lo que poseo en señal de mi gratitud”.
Miguel Ataliates describe con detalle el final de Romano que se ve obligado a vestir el hábito monástico nada más rendirse antes de atravesar Asia Menor a lomos de un burro, a la vista, tal vez exagerando los hechos para dar más peso a la trágica figura construyó alrededor de Romano IV y su desgracia. Otras fuentes, incluido Miguel Pselo o autores árabes, informan que abrazó la vocación monástica por su cuenta, quizás encontrando consuelo allí después del desastre de Manzikert. En el camino, lo acompañan tres obispos que deben velar por su seguridad. Los cronistas de la época se cuidan entonces de promover la figura del emperador presto a incorporarse a la condición de monje, más estimable que la vanidad del ejercicio del poder. Romano IV se sometería a ella por humildad, tras un reinado que terminó abruptamente y pidió que se le dejara vivir "para satisfacer a su creador y seguir con dificultad el camino de la ascesis". En cualquier caso, cuando la tropa que escolta al emperador depuesto se acerca a Constantinopla, Juan Ducas envía a los hombres a cegar a Romano IV, para luego exiliarlo a la isla de Proti en el mar de Mármara, confinado en el monasterio que él mismo habría fundado. Privado de atención médica, Romano moriría pocas semanas después a consecuencia de esta lesión. El insulto final iba a ser pronunciado días antes de su muerte, cuando Romano IV Diógenes recibe una carta de Miguel Pselo en la que éste le felicita por haber perdido la vista, señal segura de que el Altísimo le ha considerado digno de una luz más brillante. El emperador depuesto muere el 4 de agosto de 1072, orando por el perdón de sus pecados; su esposa, la emperatriz Eudoxia, recibe permiso para hacerle un espléndido funeral en la isla donde murió.

## Matrimonio y descendencia
Romano IV tuvo dos esposas:
Ana Alusian, fallecida antes de 1065, hija de Alusian, gobernador del Tema de Teodosiópolis y pretendiente al trono de Bulgaria en 1041, y nieta de Iván Vladislav y María, con quien tuvo al menos un hijo:
- Constantino Diógenes, muerto en batalla en Antioquía en agosto de 1073, casado con Teodora Comneno, fallecida después de 1094, sobrina de Isaac I hermano de Alejo I Comneno, con quien probablemente:[99]
  - Ana Diógenes, esposa de Uroš I de Rascia;

El 1 de enero de 1068, se casó con Eudoxia Macrembolita, viuda de Constantino X e hija de Juan Macrembolita, de quien:
- León Diógenes (nacido alrededor de 1069); según Ana Comneno, fue nombrado coemperador durante el reinado de su padre;[100] general del ejército bajo Alejo I, murió durante la campaña contra los pechenegos en 1087;[29]
- Nicéforo Diógenes (nacido hacia 1068 y muerto después de 1094), gobernador de Chipre bajo Alejo I, QUE se rebeló contra él y fue cegado y exiliado en 1094.[11]

## Historiografía
Romano IV Diógenes dejó una imagen ambivalente. En el mundo bizantino se contraponen la visión de Ataliates, que lo convierte en un emperador competente, decidido a luchar contra las amenazas que atacan al Imperio, pero fracasa trágicamente, y la de Pselo, mucho más crítico. En el Timarión, cuento satírico probablemente escrito en el siglo siguiente, Romano es representado bajo la apariencia de un fantasma con los ojos arrancados que cuenta sus sucesivos fracasos al héroe, que luego se aventura en el Inframundo. En el siglo xviii, Edward Gibbon enfatizó el voluntarismo del emperador, su "coraje invencible" y el hecho de que "su valor y sus éxitos inspiraron actividad en sus soldados, esperanza en sus súbditos, miedo en sus enemigos", mientras se detenía más en su demasiado grande temeridad en Manzikert y el cautiverio que siguió. Georg Ostrogorsky ve en Romano a un representante del partido militar del Imperio, en su ya trasnochada visión de una oposición entre aristocracia civil y nobleza militar. Habilidoso y valiente general, hace todo lo posible por salvar el Imperio, pero sufre la oposición latente de una parte civil responsable de la decadencia del Imperio. Warren Treadgold escribe sobre él que fue capaz de tomar la medida correcta de la situación y que entendió que "sin un ejército fuerte, incluso el corazón del territorio bizantino estaría amenazado". Si se quedó sin tiempo para cumplir su deseo de fortalecer el Imperio y mostró temeridad en Manzikert, comprendió, a diferencia de otros emperadores, "cómo la extensión del Imperio bizantino lo dejó frágil". Anthony Kaldellis retoma la idea de una figura trágica, que hizo verdaderos esfuerzos para fortalecer el Imperio y nunca se rebajó a una feroz represión contra sus oponentes sino que sufrió, a cambio, conspiraciones y traiciones.